# 2の冪

2の冪 2^{n} の直方体による図示。
左上1 (=2^{0}) から右下 1024 (=2^{10}) まで。

2の冪（、英: power of two）は、2 を底とし整数の指数を持つ冪である。2の冪は、指数を n として一般に、2n の形で表される（例えば n = 0, 1, 2, 3, … に対してそれぞれ 20 = 1, 21 = 2, 22 = 4, 23 = 8, …）。

## 概説
1に2倍のみを繰り返すことによって得られる数であり、ごく基本的な数量操作で得られる数であることから、様々な場面で用いられる。
指数に負の整数を許すならば、2の冪乗（この場合、それらは自然数ではなく有理数である）の中には「半分」の概念も含まれてくる。実際、1 (20), 1/2 (2−1), 1/4 (2−2), 1/8 (2−3), 1/16 (2−4) … というようなものも、2の冪乗として表すことができる有理数である。
トーナメント制のスポーツ大会で、試合の回戦が進むごとにチーム数が単純に半減していくように試合を組むとすれば、出場チーム数を2の累乗数にする必要がある。但し、実際にはシードや敗者復活などのルールを利用して試合を組むので、2の累乗数に近ければ支障が無い。

## 100乗までの2の冪（正の冪）[1]
オンライン整数列大辞典の数列 A79
| 20   | 1                                         |     | 232                       | 4,294,967,296 |                                        | 264                                    | 18,446,744,073,709,551,616 |
| 21   | 2                                         | 233 | 8,589,934,592             | 265           | 36,893,488,147,419,103,232             |                                        |                            |
| 2    | 4                                         | 234 | 17,179,869,184            | 266           | 73,786,976,294,838,206,464             |                                        |                            |
| 23   | 8                                         | 235 | 34,359,738,368            | 267           | 147,573,952,589,676,412,928            |                                        |                            |
| 24   | 16                                        | 236 | 68,719,476,736            | 268           | 295,147,905,179,352,825,856            |                                        |                            |
| 25   | 32                                        | 237 | 137,438,953,472           | 269           | 590,295,810,358,705,651,712            |                                        |                            |
| 26   | 64                                        | 238 | 274,877,906,944           | 270           | 1,180,591,620,717,411,303,424          |                                        |                            |
| 27   | 128                                       | 239 | 549,755,813,888           | 271           | 2,361,183,241,434,822,606,848          |                                        |                            |
| 28   | 256                                       | 240 | 1,099,511,627,776         | 272           | 4,722,366,482,869,645,213,696          |                                        |                            |
| 29   | 512                                       | 241 | 2,199,023,255,552         | 273           | 9,444,732,965,739,290,427,392          |                                        |                            |
| 210  | 1,024                                     | 242 | 4,398,046,511,104         | 274           | 18,889,465,931,478,580,854,784         |                                        |                            |
| 211  | 2,048                                     | 243 | 8,796,093,022,208         | 275           | 37,778,931,862,957,161,709,568         |                                        |                            |
| 212  | 4,096                                     | 244 | 17,592,186,044,416        | 276           | 75,557,863,725,914,323,419,136         |                                        |                            |
| 213  | 8,192                                     | 245 | 35,184,372,088,832        | 277           | 151,115,727,451,828,646,838,272        |                                        |                            |
| 214  | 16,384                                    | 246 | 70,368,744,177,664        | 278           | 302,231,454,903,657,293,676,544        |                                        |                            |
| 215  | 32,768                                    | 247 | 140,737,488,355,328       | 279           | 604,462,909,807,314,587,353,088        |                                        |                            |
| 216  | 65,536                                    | 248 | 281,474,976,710,656       | 280           | 1,208,925,819,614,629,174,706,176      |                                        |                            |
| 217  | 131,072                                   | 249 | 562,949,953,421,312       | 281           | 2,417,851,639,229,258,349,412,352      |                                        |                            |
| 218  | 262,144                                   | 250 | 1,125,899,906,842,624     | 282           | 4,835,703,278,458,516,698,824,704      |                                        |                            |
| 219  | 524,288                                   | 251 | 2,251,799,813,685,248     | 283           | 9,671,406,556,917,033,397,649,408      |                                        |                            |
| 220  | 1,048,576                                 | 252 | 4,503,599,627,370,496     | 284           | 19,342,813,113,834,066,795,298,816     |                                        |                            |
| 221  | 2,097,152                                 | 253 | 9,007,199,254,740,992     | 285           | 38,685,626,227,668,133,590,597,632     |                                        |                            |
| 222  | 4,194,304                                 | 254 | 18,014,398,509,481,984    | 286           | 77,371,252,455,336,267,181,195,264     |                                        |                            |
| 223  | 8,388,608                                 | 255 | 36,028,797,018,963,968    | 287           | 154,742,504,910,672,534,362,390,528    |                                        |                            |
| 224  | 16,777,216                                | 256 | 72,057,594,037,927,936    | 288           | 309,485,009,821,345,068,724,781,056    |                                        |                            |
| 225  | 33,554,432                                | 257 | 144,115,188,075,855,872   | 289           | 618,970,019,642,690,137,449,562,112    |                                        |                            |
| 226  | 67,108,864                                | 258 | 288,230,376,151,711,744   | 290           | 1,237,940,039,285,380,274,899,124,224  |                                        |                            |
| 227  | 134,217,728                               | 259 | 576,460,752,303,423,488   | 291           | 2,475,880,078,570,760,549,798,248,448  |                                        |                            |
| 228  | 268,435,456                               | 260 | 1,152,921,504,606,846,976 | 292           | 4,951,760,157,141,521,099,596,496,896  |                                        |                            |
| 229  | 536,870,912                               | 261 | 2,305,843,009,213,693,952 | 293           | 9,903,520,314,283,042,199,192,993,792  |                                        |                            |
| 230  | 1,073,741,824                             | 262 | 4,611,686,018,427,387,904 | 294           | 19,807,040,628,566,084,398,385,987,584 |                                        |                            |
| 231  | 2,147,483,648                             | 263 | 9,223,372,036,854,775,808 | 295           | 39,614,081,257,132,168,796,771,975,168 |                                        |                            |
|      |                                           |     |                           |               | 296                                    | 79,228,162,514,264,337,593,543,950,336 |                            |
| 297  | 158,456,325,028,528,675,187,087,900,672   |     |                           |               |                                        |                                        |                            |
| 298  | 316,912,650,057,057,350,374,175,801,344   |     |                           |               |                                        |                                        |                            |
| 299  | 633,825,300,114,114,700,748,351,602,688   |     |                           |               |                                        |                                        |                            |
| 2100 | 1,267,650,600,228,229,401,496,703,205,376 |     |                           |               |                                        |                                        |                            |

## 大きな数の話
当初の増え方から見ると、とても想像できないような大きな数を導き出すことができる点から、古くから様々な話に登場する。
例えば、「新聞紙を26回2つ折りにすると、富士山より高くなる」という話がある。計算上は 226 = 67,108,864 であるから、厚さ0.1mmの紙を26回折り曲げると約6710mとなり、富士山の標高（約3776m）を超える。当然ながら、実際には8回ほど折り曲げたところで限界となるため、紙を何度も折り曲げるのは物理的に実行不可能であるが、「新聞紙を2等分に切り、それを重ねる」を繰り返すことはある程度可能である。
別の例に、「将棋盤問題」というものがある。古代のインドのセーラムという王の家来、セッサ・イブン・ダヘルがチャトランガ（将棋やチェスの原型となったとされるゲーム）を発明した時、王はこれを喜び、望むだけの褒美を取らせる、と言った。この時の彼の希望は、「盤の最初の升目に一粒の小麦を置き、二升目には二粒、三升目には四粒と増やしていって、最後の升目の分だけを頂きたい」というものであった。この数は、2の63乗であるが、実際の小麦として計算すると、世界の小麦生産高の2500年分を越えるという。日本においては曽呂利新左衛門（初代）が豊臣秀吉から褒美を何にするか問われ、今日は米1粒、翌日には倍の2粒、その翌日には更に倍の4粒と、日ごとに倍の量の米を100日間(1か月の30日間や、将棋盤にちなんで81日間という説もある)もらう事を希望したという逸話がある。また、漫画『ドラえもん』に登場する「バイバイン」は、物体を5分ごとに2の累乗数に増やす架空の薬品で、作中では、栗饅頭に対し使われた。このバイバインに対する考察を山本弘が行っており、エッセイ集『宇宙はくりまんじゅうで滅びるか?』（2007年、河出書房新社、ISBN 978-4309018294）を上梓している。

## コンピュータにおける2の冪
コンピュータの演算には二進法が使われる。そのため、コンピュータに絡む数値に2の累乗数（ただし、桁を十進数に直す）が見られる。例えば、1 キビバイトは 1024 バイト（=210 バイト）であり、家庭用ゲーム機のNINTENDO 64やパソコン用CPUブランドのAthlon 64の「64」は、64 ビット（=26 ビット）に因んだ名称である。近年のパソコンやスマートフォンの普及によって、2の累乗数が家庭内にまで見かけられるようになった。
2進接頭辞も参照のこと。

## 数量的な性質
素因数に2が含まれるN進法では、1を2の累乗数で割って行くと、小数には、位取り記数法の基数の半分の数が、累乗数として現れる。
例えば、十進法の位取り（十進数）では、1 を2の累乗数で割っていくと、小数には5の累乗数が現れる。｛1 ÷ 2 = 0.5 (51) 、1 ÷ 4 = 0.25 (52) 、1 ÷ 8 = 0.125 (53)、1 ÷ 16 = 0.0625 (54)｝これらは
{\displaystyle 2^{-n}\times 5^{-n}=10^{-n}}
より
{\displaystyle 2^{-n}=5^{n}\times 10^{-n}}
であることから導かれる。
1以外の2の冪を十進法で表すと、一の位は 2, 4, 6, 8 のいずれかである。また、1以外の2の冪 2n を二進法で表したとき、一番上の位は 1 であとに 0 が n 個続く数になる。
同じく、六進法の位取り（六進数）では、1 を2の累乗数で割っていくと、小数には3の累乗数が現れる。｛1 ÷ 2 = 0.3 (31) 、1 ÷ 4 = 0.13 (32) 、1 ÷ 12 = 0.043 (33)、1 ÷ 24 = 0.0213 (34)｝
十進数や六進数は冪指数が一対一の関係なので、「2-n」の指数と「小数に現れる奇数」の指数は同じである。一方、十二進数では6の累乗数（0を除いて有限とする場合、指数が偶数の時は最後が奇数）が、十八進数では9の累乗数（即ち32nの数）が、二十進数では十の累乗数（0を除いて有限とする場合、指数が偶数の時は最後が奇数）が現れる。
十二進数の例
- 1 ÷ 2 = 0.6 (61)
- 1 ÷ 4 = 0.30 (62)
- 1 ÷ 8 = 0.160 (63)
- 1 ÷ 14  = 0.0900 (64)

## 常用対数との関係
ある数 x の十進法における整数部の桁数は、x を真数とする常用対数 log10 x の小数部を切り上げた値から得られる。特に2の冪の場合、log xy = y⋅log x より log10 2 を計算することで得られる。具体的には、2の冪 2n の十進表示での桁数 m は以下より求まる：
{\displaystyle {\begin{aligned}m&=\left\lceil \log _{10}2^{n}\right\rceil \\&=\left\lceil n\log _{10}2\right\rceil \\&=\left\lceil n\cdot 0.3010299956\dots \right\rceil \,.\end{aligned}}}
最後の log10 2 の近似計算で必要となる精度は冪指数 n に依存する。例えば n < 10 までなら log10 2 ≃ 0.3 は正しい結果を与えるが、n = 10 に対して m = 3 と誤った結果を与える（210 = 1024 であり正しい結果は m = 4）。 
また、正の実数 x を 1 ≤ y < 2 を用い x = 2ny と置き換え、log y を近似することで、対数 log x の近似値が求められる：
{\displaystyle {\begin{aligned}\log x&=\log(2^{n}y)\\&=\log(2^{n})+\log y\\&=n\log 2+\log y\,.\end{aligned}}}

## 指数が2の冪となる2の冪
オンライン整数列大辞典の数列 A001146
{\displaystyle 2^{2^{0}}=2^{1}} = 2
{\displaystyle 2^{2^{1}}=2^{2}} = 4
{\displaystyle 2^{2^{2}}=2^{4}} = 16
{\displaystyle 2^{2^{3}}=2^{8}} = 256
{\displaystyle 2^{2^{4}}=2^{16}} = 65,536
{\displaystyle 2^{2^{5}}=2^{32}} = 4,294,967,296
{\displaystyle 2^{2^{6}}=2^{64}} = 18,446,744,073,709,551,616 (20桁)
{\displaystyle 2^{2^{7}}=2^{128}} = 340,282,366,920,938,463,463,374,607,431,768,211,456 (39桁)
{\displaystyle 2^{2^{8}}=2^{256}} = 
115,792,089,237,316,195,423,570,985,008,687,907,853,269,984,665,640,564,039,457,584,007,913,129,639,936 (78桁)
{\displaystyle 2^{2^{9}}=2^{512}} = 
13,407,807,929,942,597,099,574,024,998,205,846,
127,479,365,820,592,393,377,723,561,443,721,764,030,073,546,976,801,874,298,166,
903,427,690,031,858,186,486,050,853,753,882,811,946,569,946,433,649,006,084,096 (155桁)
{\displaystyle 2^{2^{10}}=2^{1,024}} = 
179,769,313,
486,231,590,772,930,519,078,902,473,361,797,697,894,230,657,273,430,081,157,732,
675,805,500,963,132,708,477,322,407,536,021,120,113,879,871,393,357,658,789,768,
814,416,622,492,847,430,639,474,124,377,767,893,424,865,485,276,302,219,601,246,
094,119,453,082,952,085,005,768,838,150,682,342,462,881,473,913,110,540,827,237,
163,350,510,684,586,298,239,947,245,938,479,716,304,835,356,329,624,224,137,216 (309桁)
{\displaystyle 2^{2^{11}}=2^{2,048}=} 32,317,006,071,311,007,300,714,876,…,193,555,853,611,059,596,230,656 (617桁)
{\displaystyle 2^{2^{12}}=2^{4,096}=} 1,044,388,881,413,152,506,691,752,…,243,804,708,340,403,154,190,336 (1,234桁)
{\displaystyle 2^{2^{13}}=2^{8,192}=} 1,090,748,135,619,415,929,462,984,…,997,186,505,665,475,715,792,896 (2,467桁)
{\displaystyle 2^{2^{14}}=2^{16,384}=} 1,189,731,495,357,231,765,085,759,…,460,447,027,290,669,964,066,816 (4,933桁)
{\displaystyle 2^{2^{15}}=2^{32,768}=} 1,415,461,031,044,954,789,001,553,…,541,122,668,104,633,712,377,856 (9,865桁)
{\displaystyle 2^{2^{16}}=2^{65,536}=} 2,003,529,930,406,846,464,979,072,…,339,445,587,895,905,719,156,736 (19,729桁)
これらの数字のいくつかはコンピュータにおける使用可能な値の数となっている。たとえば4バイトからなる32ビットワードは、232の値を表すことができる。ただし符号なし32ビットの場合は0から232－1まで、符号付き32ビットの場合は－231から231−1までが表すことができる範囲である。符号付き数値の表し方は2の補数を使う。
これらの数より1つ大きい数をフェルマー数と言う。

### 参考
{\displaystyle 2^{2^{20}}=2^{1,048,576}=} 67,411,401,254,990,734,022,690,651,…,009,289,119,068,940,335,579,136 (315,653桁)
{\displaystyle 2^{2^{24}}=2^{16,777,216}=} 181,858,529,856,973,800,789,277,…,884,097,536 or {\displaystyle \exp _{10}^{2}(6.70333)} (5,050,446桁)
2の2の2の冪乗乗乗
{\displaystyle 2^{2^{2^{1}}}=2^{4}=} 上記参照
{\displaystyle 2^{2^{2^{2}}}=2^{16}=} 上記参照
{\displaystyle 2^{2^{2^{3}}}=2^{256}=} 上記参照
{\displaystyle 2^{2^{2^{4}}}=2^{2^{16}}=2^{65,536}=} 上記参照
{\displaystyle 2^{2^{2^{5}}}=2^{2^{32}}=2^{4,294,967,296}=} 310,328,054,386,328,614,029,989,…,691,982,336 or {\displaystyle \exp _{10}^{2}(9.11157)} (1,292,913,987桁)
{\displaystyle 2^{2^{2^{6}}}=2^{2^{64}}=\exp _{10}^{2}(18.74453)} or {\displaystyle \exp _{10}^{3}(1.2287454)} (5.55302 × 1018桁)

上の指数関数の反復は、一般に次のように定義される。
{\displaystyle \exp _{a}^{n}(x)=a^{a^{\cdot ^{\cdot ^{a^{x}}}}}} （n 個の a の上に x が乗っている）

## テトレーション・ペンテーションで表される2の冪
指数法則より
{\displaystyle 2^{n}\uparrow \uparrow 2=(2^{n})^{2^{n}}=2^{n\times 2^{n}}}
が成り立つ（矢印はクヌースの矢印表記）。これらの指数はオンライン整数列大辞典の数列 A036289に表記される数になる。
{\displaystyle 2\uparrow \uparrow 2=2^{2}} = 4
{\displaystyle 4\uparrow \uparrow 2=2^{2}\uparrow \uparrow 2=2^{2\times 2^{2}}} = 
{\displaystyle 2^{8}} = 256
{\displaystyle 8\uparrow \uparrow 2=2^{3}\uparrow \uparrow 2=2^{3\times 2^{3}}} = 
{\displaystyle 2^{24}} = 16,777,216
{\displaystyle 16\uparrow \uparrow 2=2^{4}\uparrow \uparrow 2=2^{4\times 2^{4}}} = 
{\displaystyle 2^{64}} = 18,446,744,073,709,551,616
{\displaystyle 32\uparrow \uparrow 2=2^{5}\uparrow \uparrow 2=2^{5\times 2^{5}}} = 
{\displaystyle 2^{160}} = 1,461,501,637,330,902,918,203,684,832,716,283,019,655,932,542,976 (49桁)
{\displaystyle 64\uparrow \uparrow 2=2^{6}\uparrow \uparrow 2=2^{6\times 2^{6}}} = 
{\displaystyle 2^{384}} = 39,402,006,196,394,479,212,279,040,…,884,915,640,806,627,990,306,816 (116桁)
{\displaystyle 128\uparrow \uparrow 2=2^{7}\uparrow \uparrow 2=2^{7\times 2^{7}}} = 
{\displaystyle 2^{896}} = 528,294,531,135,665,246,352,339,…,476,489,538,580,897,737,998,336 (270桁)
{\displaystyle 256\uparrow \uparrow 2=2^{8}\uparrow \uparrow 2=2^{8\times 2^{8}}} = 
{\displaystyle 2^{2048}} = 32,317,006,071,311,007,300,714,876,…,193,555,853,611,059,596,230,656 (617桁)
2を底とするテトレーション・ペンテーション
{\displaystyle 2\uparrow \uparrow 1=2^{1}} = 2
{\displaystyle 2\uparrow \uparrow 2=2^{2}} = 4
{\displaystyle 2\uparrow \uparrow 3=2^{4}} = 16
{\displaystyle 2\uparrow \uparrow 4=2^{16}} = 65,536
{\displaystyle 2\uparrow \uparrow 5=2^{65536}} = 2,003,529,930,406,846,464,979,072,…,339,445,587,895,905,719,156,736 (19,729桁)
{\displaystyle 2\uparrow \uparrow \uparrow 2} = 4
{\displaystyle 2\uparrow \uparrow \uparrow 3=2\uparrow \uparrow 2\uparrow \uparrow 2=2\uparrow \uparrow 4} = 65,536
その他
{\displaystyle 2^{2}\uparrow \uparrow 3=4\uparrow \uparrow 3=4^{256}=}
{\displaystyle 2^{512}} = 13,407,807,929,942,597,099,574,024,…,946,569,946,433,649,006,084,096 (155桁)

## 特殊な2の冪
24 = 16
2桁最小の2の累乗数である。2の100乗までは指数の1の位が0、4、7のときに桁があがる。
西洋の命数法では指数が10の倍数のときに接頭辞（thousand→million→billion）があがる。
28 = 256
8ビットで表せる整数の数で、8ビットを1オクテットとも呼ぶ。1バイトは8ビットである。
210 = 1,024
1000に最も近い2の累乗数である。
コンピュータで用いられる単位ビットとバイトでは、キロ(K)やメガ(M)といった接頭辞が1024ごとに上がる。例えば1キロバイトは1024バイトである。コンピュータにとっては特別な意味はないが、十進数を利用する人間には重要な数字である。曖昧さを排するためキビ（Ki）、メビ（Mi）などを使うこともある。
214 = 16,384
1万以上の最小の2の累乗数である。漢字圏の命数法では40の倍数と40n＋14、27で接頭辞（万→億→兆）があがる。
215 = 32,768
符号付き16ビットで表せる非負整数の数である。
216 = 65,536
16ビットで表せる整数の数である。Intel 8086などが16ビットである。
42、2↑↑4（矢印はクヌースの矢印表記）のテトレーション数である。
220 = 1,048,576
1000000に最も近い2の累乗数である。コンピュータにおける1メガバイトは1048576バイトである。
224 = 16,777,216
カラーコードで表せる色の総数である。コンピュータのモニターで使用される色の総数でもある。RGBの各3色に8ビットずつ、合計24ビットで表される。
229 = 536,870,912
各桁すべて異なる数字で表される最大の2の累乗数である。
231 = 2,147,483,648
符号付き32ビットで表せる非負整数の数である。
UNIX時間を使用している32ビットコンピュータは、1970年1月1日0時0分0秒からの秒数が2,147,483,647秒に達する2038年1月19日3時14分7秒（日本標準時では2038年1月19日12時14分7秒）を過ぎると、この値がオーバーフローし誤作動を引き起こす恐れがあり、これを2038年問題と呼ぶ。
232 = 4,294,967,296
32ビットで表せる整数の数である。JavaやC言語で表せる変数の数でもある。
IPv4アドレスの総数である。約43億という数は一見すると大きな数だが、現在のインターネットの規模に対しては十分に大きいとは言えないため、IPアドレス枯渇問題が起こっている。このため現在ではIPv6が開発されており、そのアドレス数は後述するように2128となっている。
240 = 1,099,511,627,776
1テラバイトは240バイトである。
10の12乗に最も近い2の累乗数で、千進の英語圏と万進の漢字圏の両方で接頭辞があがる最初の2の累乗数である。これは指数が40の倍数のときに該当する。漢字圏では兆、英語圏short scaleではtrillion、long scaleではbillionになる。
256 = 72,057,594,037,927,936
旧型56ビットのDESの鍵空間の総数である。
263 = 9,223,372,036,854,775,808
符号付き64ビットで表せる非負整数の数である。
264 = 18,446,744,073,709,551,616
64ビットで表せる整数の数である。
268 = 295,147,905,179,352,825,856
十進法におけるパンデジタル数(すなわち、0～9のすべての数字が含まれる数)である最小の2の累乗数である。
280 = 1,208,925,819,614,629,174,706,176
コンピュータの情報量を表す最大の単位、1ヨタバイトは280である。
千進の英語圏と万進の漢字圏の両方で接頭辞があがる2番目の2の累乗数である。漢字圏では𥝱（秭）、英語圏short scaleではSeptillion、long scaleではQuadrillionになる。
286 = 77,371,252,455,336,267,181,195,264
0が含まれていない最大の2の累乗数であると推測されている数である。
296 = 79,228,162,514,264,337,593,543,950,336
ローカルインターネットレジストリに割り当てられるIPv6アドレスの総数である。CIDRではISPに128ビットのうち32ビットが与えられる。そのためIPアドレスに使用できるのは残りの96ビットである。
2103 = 10,141,204,801,825,835,211,973,625,643,008
指数の1の位が0、4、7以外で桁が上がる最小の2の累乗数である。
2128 = 340,282,366,920,938,463,463,374,607,431,768,211,456
IPv6アドレスの総数である。非常に巨大な数であるため、アドレス枯渇の心配がほぼ解消される。
2168 = 374,144,419,156,711,147,060,143,317,175,368,453,031,918,731,001,856
現在発見されている2の累乗数で、すべての数字が含まれていない最大の数である。この数は2だけが含まれていない。
2192 = 6,277,101,735,386,680,763,835,789,423,207,666,416,102,355,444,464,034,512,896
192ビットのAESの鍵空間の総数である。
2256 = 115,792,089,237,316,195,423,570,985,008,687,907,853,269,984,665,640,564,039,457,584,007,913,129,639,936
256ビットのAESの鍵空間の総数である。
21,024 = 179,769,313,486,231,590,772,931,…,304,835,356,329,624,224,137,216（309桁）
倍精度浮動小数点数に適合する最大数。従って多くのプログラム（Microsoft Excelなど）で表せる数の総数である。
ただし符号付数値表現なので実際に表せる範囲は-21023+1～21023となっており、表せる最大数は21023（8.988×10307）である。
265,536 = 2,003,529,930,406,846,464,979,072,…,339,445,587,895,905,719,156,736 (19,729桁)
52、2↑↑5（矢印はクヌースの矢印表記）であり、ネット上の電卓ですべての数値を計算できる最大のテトレーション数である。
282,589,933 = 148,894,445,742,041,…,210,325,217,902,592（24,862,048桁）
この数より1少ない数が2018年12月の時点で発見されている最大の素数(メルセンヌ素数)である。この素数は24,862,048桁の長さを持つ。